# Dzmitryj Us
Dzmitryj Iwanawicz Us (białorus. Дзмітрый Іванавіч Ус, taraszk. Дзьмітры Іванавіч Вус, Dźmitry Iwanawicz Wus, ros. Дмитрий Иванович Усс, Dmitrij Iwanowicz Uss), ur. 10 czerwca 1971 roku w Mińsku – białoruski polityk, prawnik, przedsiębiorca, kandydat na prezydenta Republiki Białorusi w wyborach prezydenckich 2010 roku.

## Życiorys
Urodził się 10 czerwca 1971 roku w Mińsku. Studiował zaocznie na Uniwersytecie Grodzieńskim na kierunku prawa. Pracował w fabryce "Intehrał" jako budowniczy. W 1992 roku został dyrektorem wydawnictwa "Trywium". Po śmierci pierwszej żony w 2004 roku ożenił się po raz drugi, ma syna.

## Działalność polityczna
W latach 1999–2003 był radnym Mińskiej Miejskiej Rady. W 2010 roku brał udział w wyborach do lokalnych rad poselskich, w których uzyskał wynik 33% (nie dostał się do Rady). Jego wyborcy zwracali się do CKW z prośbą o ponowne liczenie głosów, oddanych na Usa.
Kandydował na prezydenta w wyborach prezydenckich 19 grudnia 2010 roku. Jego kampanię wyborczą wspierał komitet wyborczy w składzie 1300 osób. Nie skorzystał z zaoferowanej przez prezydenta Alaksandra Łukaszenkę możliwości wystąpienia ze swoim programem w radiu państwowym, natomiast jego wystąpienie w telewizji było najkrótsze (7 minut) w porównaniu do wystąpień innych kandydatów na prezydenta. W swoim programie wyborczym zaproponował zwiększenie pensji kosztem zmniejszenia wydatków administracji prezydenckiej. Po wyemitowniu programu ogłosił, że przed wystąpieniem napił się zaproponowanej wody, po czym poczuł się jakoś inaczej; wspomniał też, że próba otrucia nie była pierwsza (przed wyborami do Mińskiej Miejskiej Rady próbowano jego i jego żonę otruć; Us trafił do szpitala, jego żona natomiast zmarła).
Przed wyborami wysłał do prezydenta oficjalny list z propozycją zmian w Kodeksie Wyborczym; według niego każdy kandydat na prezydenta i posła powinien skierować swoich przedstawicieli do lokalnych komisji wyborczych z prawem wzięcia udziału w procedurze liczenia głosów. W wyborach uzyskał wynik 0,48%.

## Poglądy
Według Usa należy polepszyć stosunki z Rosją i zachodnią Europą, w innym przypadku Białoruś w dalszym ciągu będzie tracić kapitał zagraniczny. W kwestii języka białoruskiego Us jest przeciwnikiem radykalnych sposobów ograniczenia użycia języka rosyjskiego (sam używa języka rosyjskiego). Popiera zmiany w prawie wyborczym: maksymalny okres sprawowania władzy prezydenta powinien zostać ograniczony do dwóch kadencji, inaczej w kręgach rządzących wzrasta korupcja. Nie jest zwolennikiem połączenia Białorusi i Rosji, niemniej nie wyklucza stworzenia jednej strefy ekonomicznej. Swój stosunek do obecnego prezydenta wyraża następująco:

Chciałbym mieć na premiera Łukaszenkę Aleksandra Grigorjewicza. Ponieważ jest dobrym gospodarzem. Ponadto jest pierwszym wybranym białoruskim prezydentem.